# Поштовий диліжанс

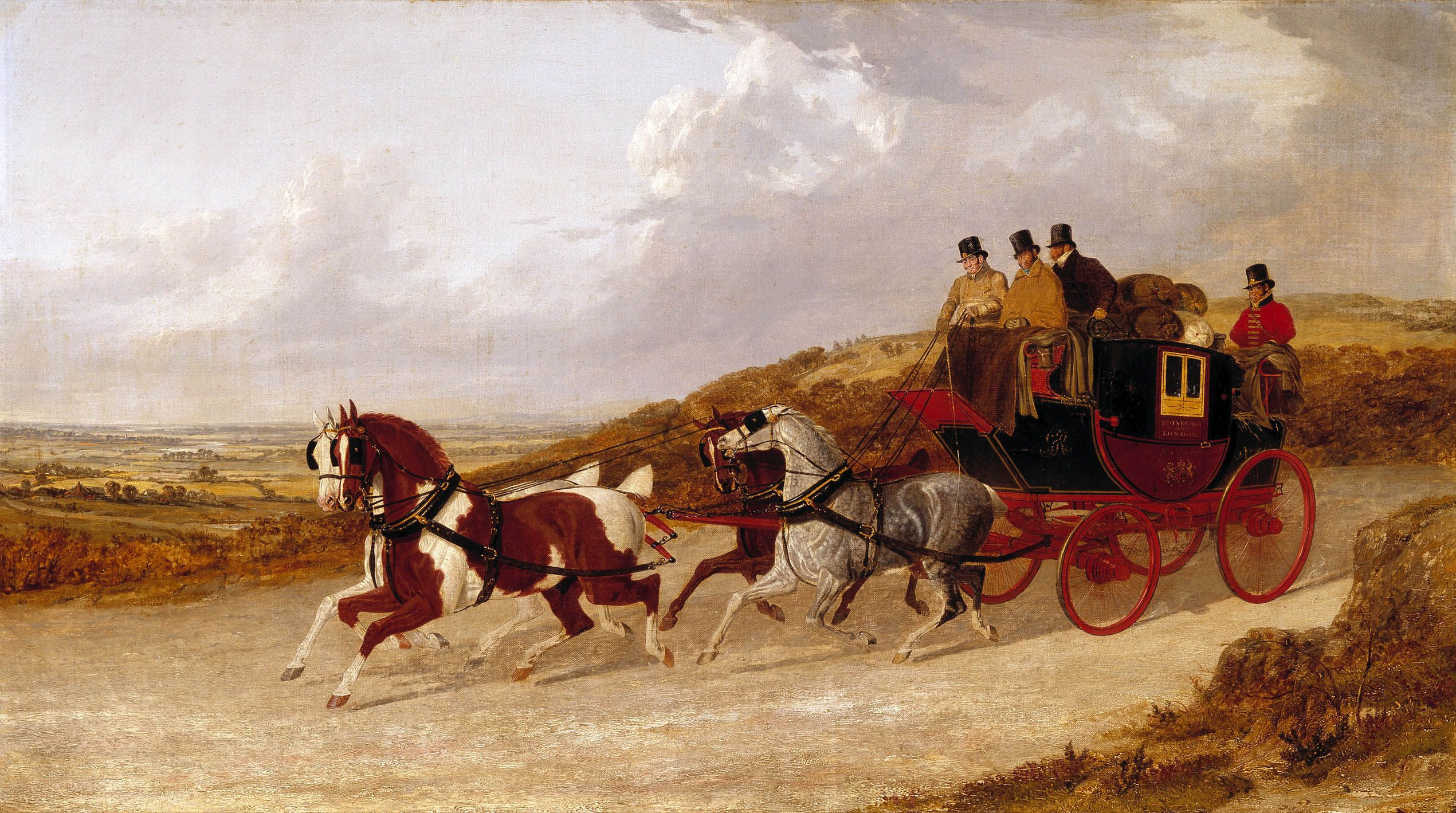
Королівська пошта Единбурга та Лондона, 1838. Ззаду екіпажа можна побачити охоронця. Художник Джон Фредерік Геррінг

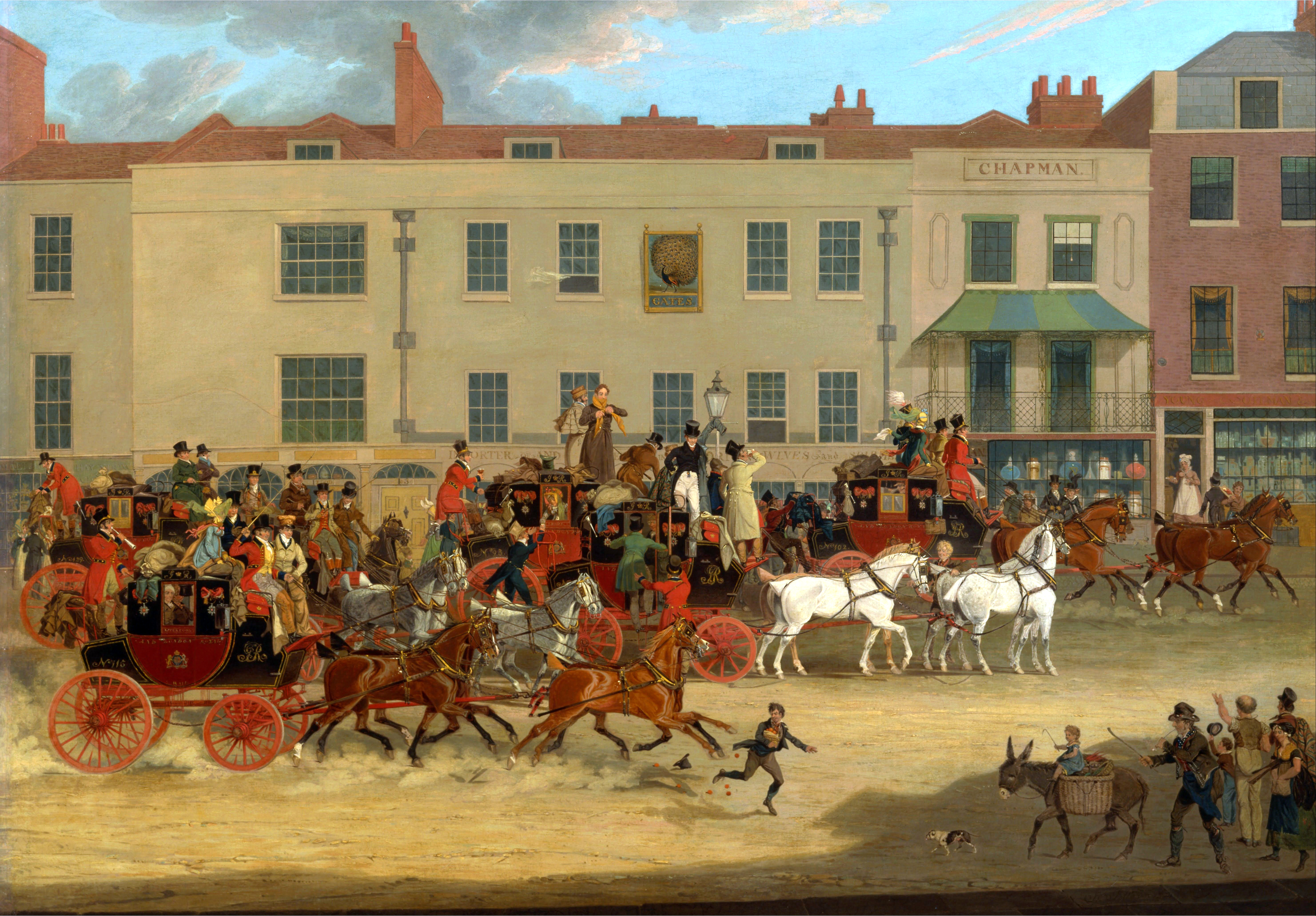
Пошта північного регіону. Пікок, Іслінгтон 1821 р. Художник Джеймс Поллард

Поштовий диліжанс — вид диліжансу, що використовувався для доставки пошти. У Великій Британії, Ірландії та Австралії їх будували за конструкцією, затвердженою управлінням пошти, а перевезеннями займалися незалежні підрядники. Пошту перевозили в коробі ззаду диліжансу, де був єдиний представник Королівської пошти — озброєний охоронець. Також за тарифами преміум-класу здійснювалися пасажирські перевезення. Всередині диліжансу було чотири місця для пасажирів; більше місць було ззовні біля водія. Біля охоронця пасажирів перевозити було заборонено. Така система перевезень була започаткована в Британії в 1784 р. В Ірландії перевезення за подібною схемою почалися в 1789 р., а в Австралії — у 1828 р.
Перевезення поштовим диліжансом відбувалися за чітким розкладом. Диліжанс зупинявся лише для швидкої заміни коней, а також для завантаження і вивантаження пошти, але ніколи не зупинявся для потреб пасажирів. На платних дорогах ворота для поштового диліжансу мали заздалегідь відчиняти оскільки той мав право на безкоштовний проїзд, а затримка диліжансу загрожувала штрафом. Про наближення диліжансу охоронця дороги попереджав сигнал поштового ріжка.
Поштові диліжанси почали поступово виводитися з експлуатації в 1840-і — 1850-ті роки, коли після розширення мережі залізниць їхню функцію почали виконувати поїзди.

## Історія в Британії
Служба доставки пошти у Британії існувала в незмінному стані впродовж близько 150 років: від її запровадження в 1635 р. навантажені поштою екіпажі їздили між «постами», де начальник відбирав листи, призначені для даної місцевості, а решту листів та нову пошту передавав наступному візникові. Візники часто ставали мішенню грабіжників, а система була неефективною.
Джон Палмер, власник театру з Бату, вважав що спосіб перевезення, у який переміщували акторів та реквізит між театрами, можна застосувати для перевезення пошти в межах країни, тож у 1782 р., він запропонував цю схему лондонському поштамту. Поштові чиновники, які вважали що наявну систему покращити неможливо, сприйняли пропозицію скептично, втім канцлер скарбниці Вільям Пітт дозволив створити пробне сполучення між Бристолем та Лондоном. За старої системи доставка тривала до 38 годин. Екіпаж, фінансований Палмером, виїхав з Бристоля о 4 годині вечора 2 серпня 1784 р., а прибув до Лондона всього 16 годин потому.
Завдяки вражаючому результатові, Піттові було дозволено відкривати нові маршрути. До кінця 1785 р. з’явилися маршрути з Лондона до Норвіча, Ліверпуля, Лідс, Дувра, Портсмута, Пула, Ексетера, Глостера, Вустера, Голігеда та Карлайла. Наступного року було додано рейс до Единбурга, а Палмера було призначено долглядачем і головним контролером пошти.

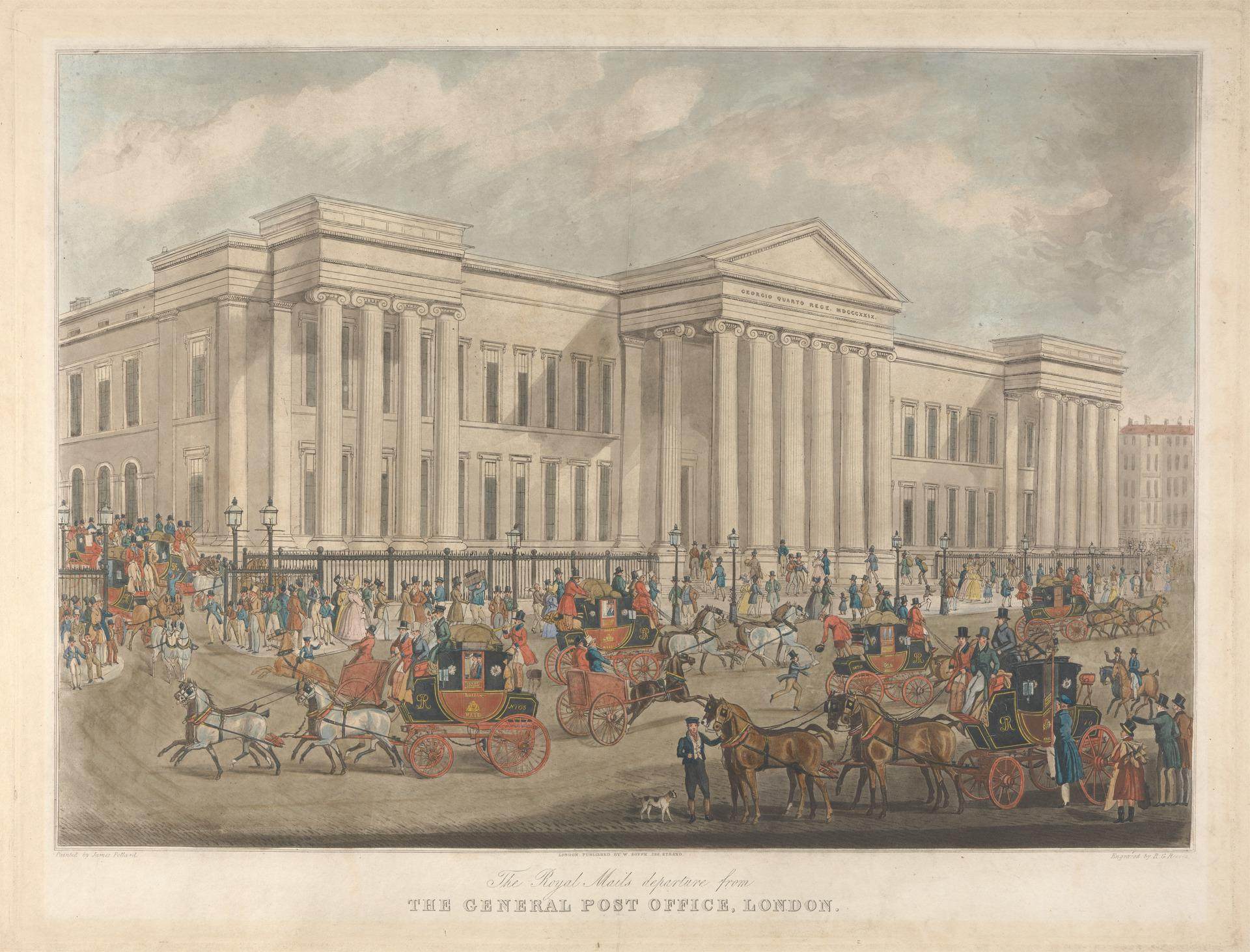
Відправлення королівської пошти з головного поштамту, Лондон. Художник Джеймс Поллард, бл. 1830.

Спочатку екіпажі, коней та візників забезпечували підрядники. Між підрядниками існувала конкуренція оскільки поштові підряди надавали стабільний фіксований прибуток, на додачу до якого компанії могли збирати платню з пасажирів. До початку XIX століття пошта завела власний парк екіпажів з лівреєю чорного та зеленого кольору. Перші екіпажі були поганої якості, але в 1787 р. пошта прийняла покращену та запатентовану Джоном Бесантом конструкцію, після чого Бесант, а також його партнер Джон Вайдлер, отримав монополію на постачання екіпажів, і майже монополію на ремонт та обслуговування.
Поштові екіпажі продовжували роботу без негараздів аж до 1830-х рр., але розвиток залізниць став знаменням кінця роботи поштових екіпажів. Перша доставка пошти залізницею між Ліверпулем та Манчестером відбулося 11 листопада 1830 р. До початку 1840-х рр. було побудовано інші залізничні лінії, і багато лондонських поштових диліжансів почали виводити з експлуатації; останній маршрут з Лондона (до Норвіча) було припинено в 1846 р. Регіональні поштові диліжанси продовжували працювати до 1850-х рр., але згодом їх теж замінила залізниця.

### Проїзд

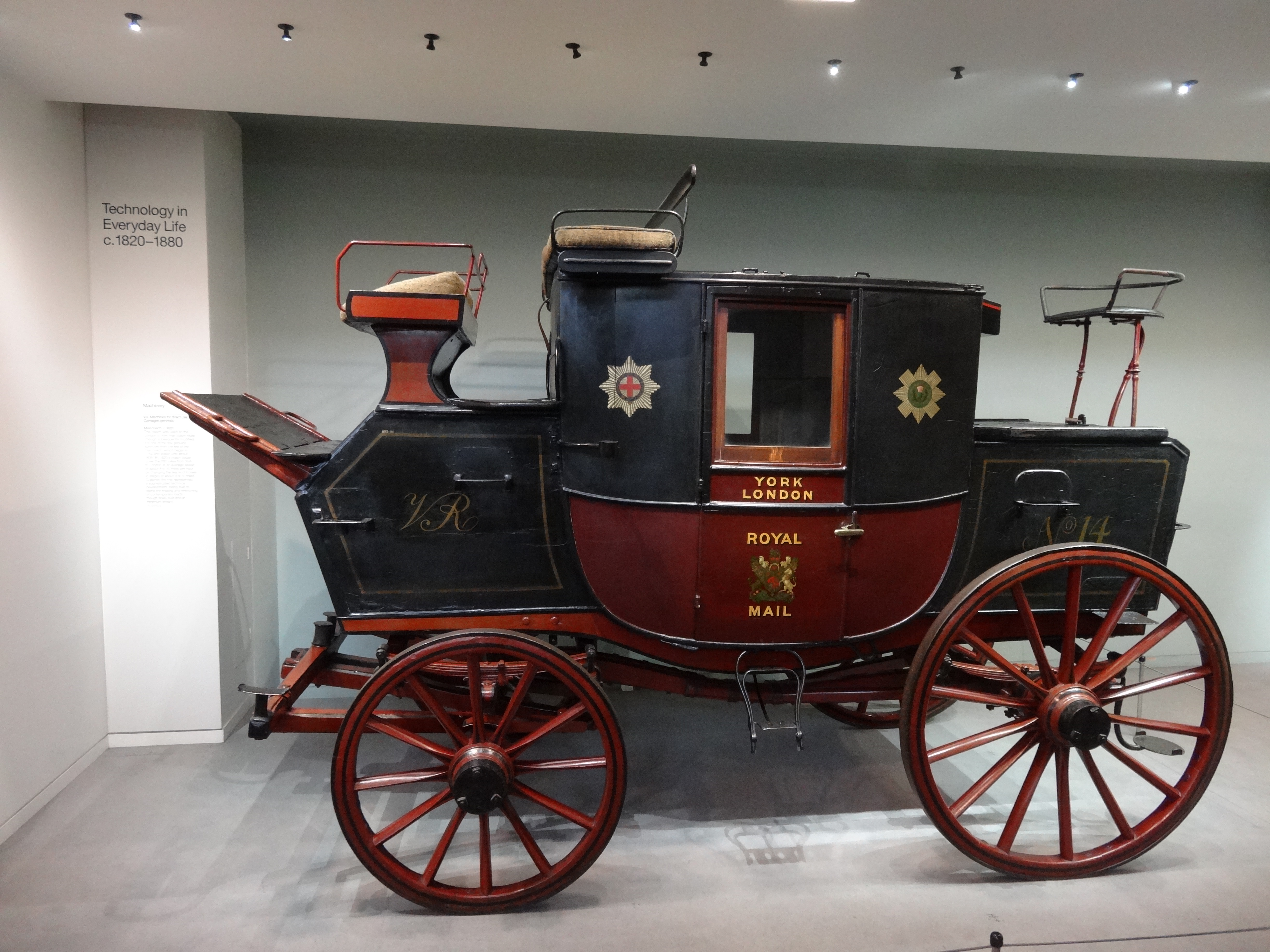
Екіпаж Королівської пошти в Науковому музеї Лондона

Початкова конструкція поштових екіпажів передбачала місце для водія ззовні, а також до чотирьох пасажирських місць всередині. Охоронець (єдиний працівник пошти в екіпажі) їхав ззовні на задній частині екіпажу поруч зі скринею для пошти. Згодом було дозволено возити ще одного пасажира ззовні спереду екіпажу поруч із водієм, а зрештою за ним було додано другий ряд сидінь, що дозволяло перевозити ще двох пасажирів. Подорожі не завжди можна було назвати комфортними оскільки екіпажі їздили нерівними дорогами, а на крутих схилах пасажири були зобов’язані виходити назовні аби зменшити вагу екіпажу (подібну сцену Чарлз Дікенс описує на початку Повісті про двоє міст). Швидкість екіпажів сягала 11–13 км/год влітку і близько 8 км/год) взимку, проте за часів королеви Вікторії якість доріг покращилася настільки, що швидкість зросла до 16 км/год. Заміна коней відбувалася кожні 16–24 км. Зупинки для збору пошти були короткими, а іноді їх взагалі не було: охоронець скидав та забирав пошту в начальника відділення на ходу.
Вартість проїзду поштовим диліжансом була більшою приблизно на 1 пенс за милю порівняно з приватним диліжансом, але поштовий диліжанс був швидшим та зазвичай менш переповненим та брудним. Перелюднення було частою проблемою приватних диліжансів, через що ті нерідко перекидалися; обмеження кількості пасажирів та багажу не дозволяло подібному ставатися на поштових. Подорожі поштовими диліжансами майже завжди відбувалася вночі, оскільки тоді дороги вільніші й екіпаж міг їхати швидше.
Охоронець був озброєний мушкетоном та двома пістолетами, а вдягнений у форму пошти каштанового та золотого кольору. Таким чином поштові диліжанси були добре захищені від дорожніх розбійників, а в описах грабунків їх хибно згадують замість приватних диліжансів, хоча випадки грабунку поштових диліжансів теж траплялися.
Аби запобігти корупції та забезпечити ефективну роботу, охоронці отримували гарну платню, а також мали щедру пенсію. Пошта була єдиною відповідальністю для них, а це означало що у випадку проблем із екіпажем йому доводилося нести її пішки, а також, на відміну від водія, йому доводилося залишатися з екіпажем впродовж всього рейсу; іноді під час суворих зим охоронці замерзали до смерті від гіпотермії просто на робочому місці.
При собі охоронець мав годинник та поштовий ріжок: перший був потрібний для того щоб слідкувати за графіком, а другий — щоб оповіщати поштовий пункт про прибуття екіпажу, а також попереджати охоронців платних доріг про те, що слід пропустити екіпаж (поштові екіпажі не мусили платити збір та могли не зупинятися: якщо екіпаж змушували зупинитися, то накладався штраф). Оскільки поштові диліжанси мали пріоритет на дорозі, ріжок застосовувався також щоб оповістити інші екіпажі про наближення.

## Історія в Ірландії
З 1737 р. існувало диліжансове сполучення двічі на тиждень між Дубліном та Дроедою на північ, Кілкенні на південь та Атлону на захід, а також недовгий час у 1740 р. існував диліжанс з Дубліна до Белфаста. Проїзд останнім маршрутом взимку займав три доби із нічними зупинками в Дроеді та Ньюрі; влітку час у дорозі скорочувався до двох діб.
У 1789 р. поштові екіпажі почали регулярний рух між Дубліном та Белфастом. Вони зустрічали поштові кораблі, що прибували з Потрпатріка в Шотландії до Донахаді, графство Даун.
До середини XIX століття більшість поштових екіпажів в Ірландії програли в конкурентній боротьбі мережі відкритих екіпажів Чарльза Б’янконі, яка в свою чергу програла залізниці.

## Історія в Австралії

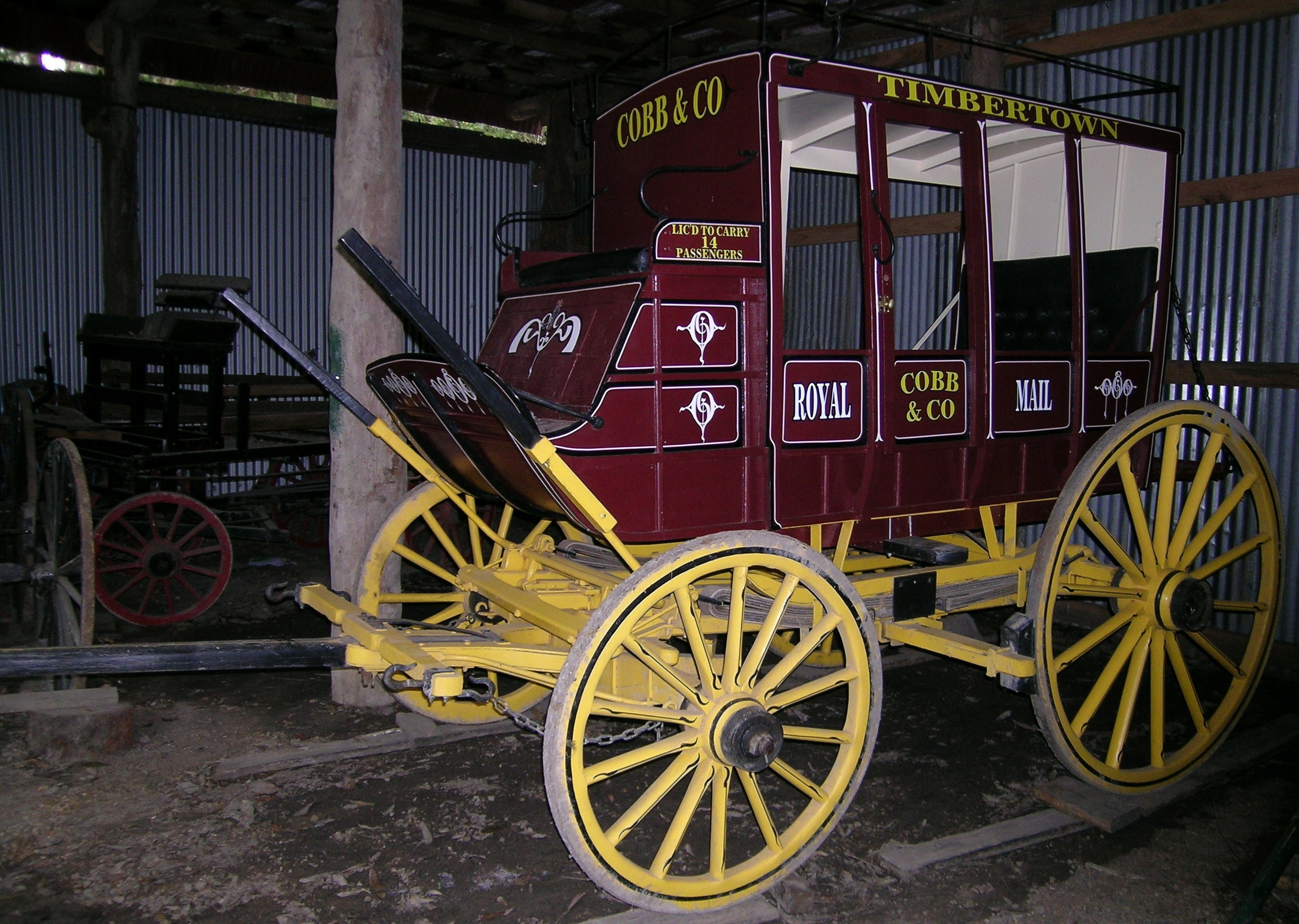
Збережений екіпаж Кобб і Компанії (Cobb & Co), що належав Австралійській королівській пошті з ходовою частиною Конкорд

Перший поштовий диліжанс в Австралії розпочав роботу в 1828 р.; маршрут виявився важливим для сполучення віддалених поселень із більшими центрами. Було укладено перші контракти на перевезення пошти, яку возили екіпажами або верхи на коні з Сіднея до перших семи поштових відділень країни — Пенріт, Парраматта, Ліверпуль, Віндзор, Кембелтаун, Ньюкасл та Батерст. Кінне перевезення пошти з Сіднея до Мельбурна розпочалося в 1837 р. З 1855 р. кінні перевезення пошти з Сіднея до Мельбурна почали витіснятися прибережними пароплавами та залізницею. Залізнична мережа почала доставляти пошту до великих регіональних центрів, де поштовий екіпаж зустрічав поїзди та доставляв до віддалених міст та сіл.
У 1863 р. контракти на перевезення пошти в межах Нового Південного Уельсу та Вікторії були укладені з компанією Кобб та Компанія. Ці контракти, а згодом інші в Квінсленді тривали до 1924 р., коли на заході Квінсленду працював останній такий маршрут. Вигідні поштові контракти допомогли компанії Кобб та Компанія розвиватися та стати ефективною та розгалуженою мережею перевезень у східній Австралії.[джерело?]

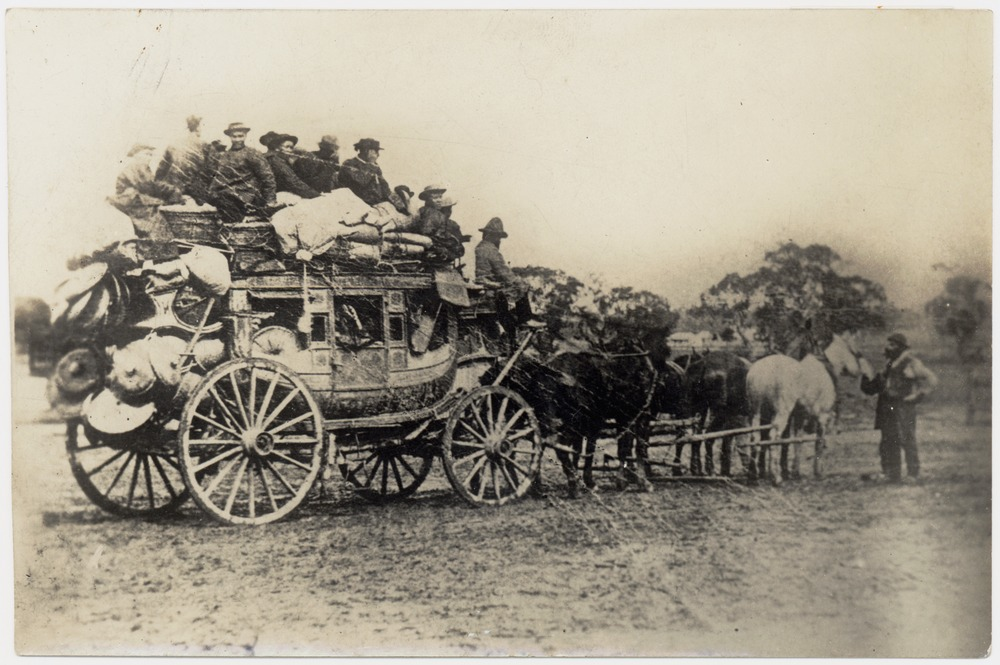
Імпортний диліжанс Конкорд. 1853 р., Каслмен, Вікторія, Австралія

Послуги перевезення Королівської пошти досягли піку впродовж останніх десятиліть XIX століття, покриваючи тисячі миль східної Австралії. У 1870-х рр. поштові диліжанси компанії Кобб та Компанія щодня до роботи залучала 6000 коней, а також долала 28 000 миль щотижня перевозячи пошту, золото та звичайні посилки.[джерело?]
Деякі диліжанси Конкорд були імпортовані зі Сполучених Штатів, виготовлені у Нью Гемпширі компанією Аббот-Даунінг. Конструкція екіпажу характеризувалася легким гнутим корпусом, підвішеним на два великі шкіряні ремені, які допомагали пом’якшити вібрацію та удари від їзди немощеними дорогами. Невдовзі австралійські виробники екіпажів використовували багато конструкційних прийомів Конкорду, адаптованих до австралійських умов.[джерело?]

## Зовнішні посилання
- History of the Post Музей історії Бату (англ.)
- The Mail, авт. Анн Вудлі (англ.)
- Miscellaneous Essays – The English Mail Coach, by Thomas de Quincey. Авторама – Книжки громадського користування (англ.)
- Mail Coaches Британський музей-архів пошти (англ.)
- Mail Coach Routes – Direct from Dublin з Нового кишенькового путівника Лі Ірландією, 1835 р. (англ.)